# Nocturn en do menor, op. post. (Chopin)
El Nocturn en do menor, op. post. és una obra musical per a piano escrita per Frédéric Chopin. Va ser l'últim dels nocturns de Chopin que es publicà i es va fer ja de manera pòstuma. És famós per la seva sorprenent simplicitat i la melodia d'un aire popular. Va ser composta entre 1847 i 1848
Està en la tonalitat de do menor i s'estructura en un sol moviment que té la indicació Andante sostenuto.